# フラットコーテッド・レトリーバー
フラットコーテッド・レトリーバー（英: Flat-coated Retriever）は、イングランド原産のレトリーバー犬種である。

## 歴史
19世紀半ばに、カナダからイギリスに輸入されたセント・ジョンズ・ウォーター・ドッグ（小型のニューファンドランド）等と、イギリスのセター犬種を掛け合わせて作られた。1859年に初めてドッグショーに登場した。当初は、セッターから受け継いだ波打つ被毛を持っており、ウェービーコーテッド・レトリーバー（英：Wavy-coated Retriever）と呼ばれた。そもそも当時はレトリーバーをカーリー、ウェービー、スムースの3種に分類していた。
ウェービーコーテッド・レトリーバーは、当時人気のあったカーリーコーテッド・レトリーバーよりもさらに大人しく、咥えた獲物に歯形がつかないようにするための技術（ソフト・マウス）をより高度に習得できるところから、高い人気を得た。その後、1900年頃にかけて、より平滑で体に沿う被毛や、より身軽さをもとめて品種改良が進められ、フラット・コーテッドと呼ばれるようになった。その過程では、スコッチ・コリーやセターとの交配が行われた。
第一次世界大戦頃まで人気があったが、ラブラドール・レトリーバーやゴールデン・レトリーバーの登場により人気を奪われ、第二次世界大戦末期までに頭数が激減し、ほとんど絶滅した。その後、愛好家によって犬種が保存され、頭数を回復して今日に至る。現在では世界的に人気のある犬種で、多くがペットとして飼育されている。
日本でも一定の人気のある犬種で、毎年多くの国内登録が行われている。2009年度の国内登録頭数順位は136位中37位であった。

## 特徴

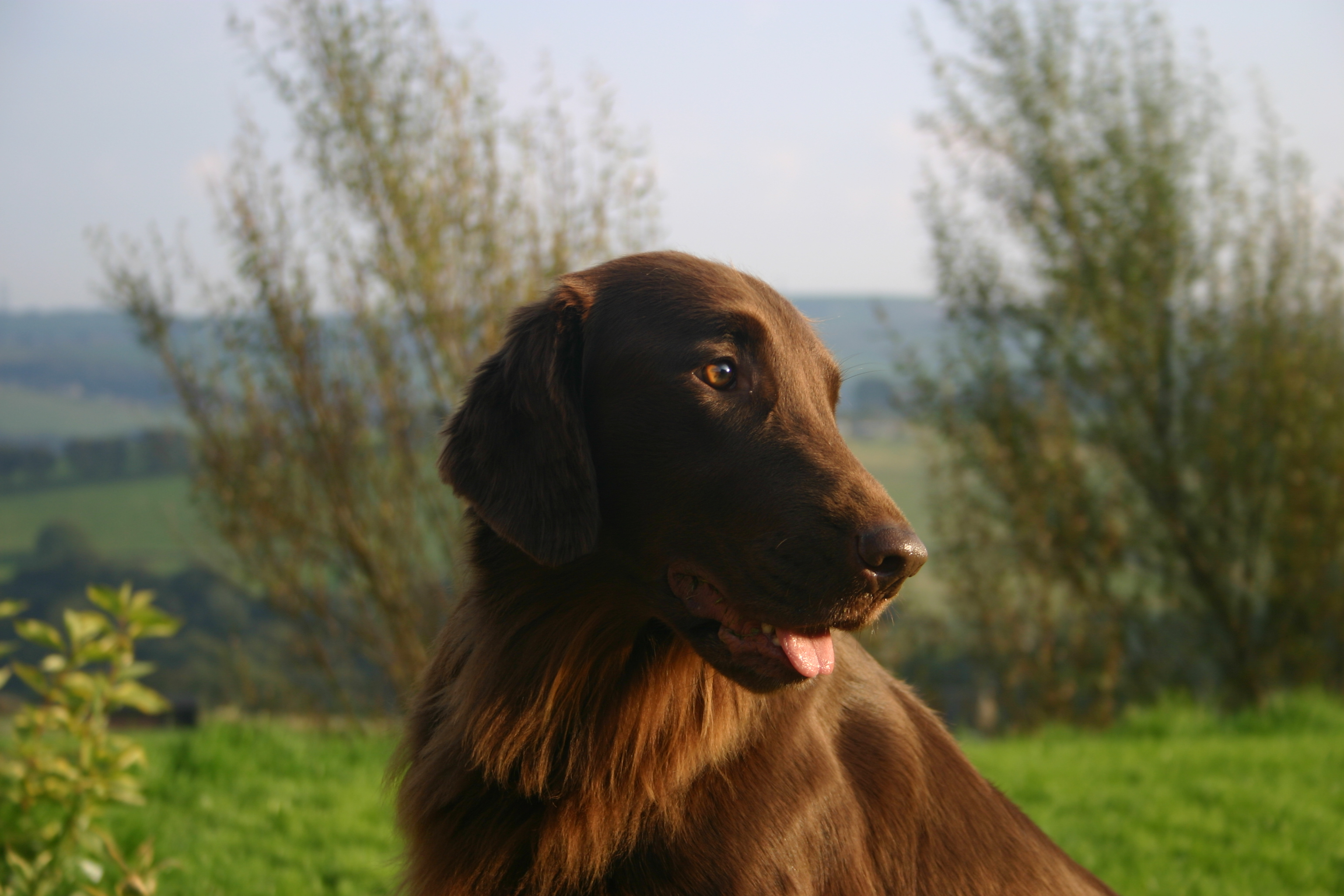
レバー色の毛色をしたフラットコーテッド・レトリーバー

体高はオスが59-61.5cm、メスが56.5−59cm、体重はオス27−36kg、メス25−32kgを犬種標準とする大型犬である。
ボディは、他のレトリーバーよりは細身である。胸は深く、背は短めだが強固である。腰は筋肉がよく発達している。尾は短く、やや垂れて優雅に保持し、背上にかかげることはない。前肢はまっすぐで長く、後肢は筋肉に富む。頭部は長めで、平らな頭頂部を持つ。耳は小さめの垂れ耳で、目はアーモンド型で、暗褐色かはしばみ色の瞳色である。鼻はかなり大きい。顎は長く強い。
被毛は中位の長さで光沢があり、豊富である。フラット（直毛）で寝ているのを理想とするが、わずかにウェーブがかかっているのは許される。犬がフル・コートにあたっている時期は、フロント、胸、前肢のうしろ、大腿、尾の下側は厚く、ふさふさしている。耳にも厚い毛がある。犬種標準では毛色はブラックかレバー色に限られる。
非常に陽気で友好的であり、子供や他の犬と遊ぶことを好む。作業意欲が高く、協調性も高いため、家庭犬やドッグスポーツに向く。ただし、運動量が多く、はしゃぎやすい。しつけの飲み込みもとても早く賢いが、仔犬は3歳になるまでやんちゃなため初心者は手を焼く事もある。泳ぐ事が得意で、セターの血を引くところから、嗅覚も優れている。ソフトマウスの技術は遊びながら身に付けていくもので、主人と川や野原でキャッチボールをしながら習得する。ソフトマウス習得用に使用するボールは特殊な形状をしており、無数のトゲが付きイガグリの形状に類似したボールを使用する。これを強く咥えると口内に傷が生じ痛むため、次第に物をそっと咥えるように覚えていくのである。
遺伝的にかかりやすい病気は股関節形成不全症である。